# Gernrode (Turyngia)
Gernrode – miejscowość i gmina w Niemczech, w kraju związkowym Turyngia, w powiecie Eichsfeld, wchodzi w skład  wspólnoty administracyjnej Eichsfeld-Wipperaue.

## Współpraca
Miejscowości partnerskie
- Salmtal, Nadrenia-Palatynat
- Tiftlingerode, dzielnica Duderstadt - Dolna Saksonia